# Saint-Andéol (Isère)
Saint-Andéol település Franciaországban, Isère megyében. Lakosainak száma 119 fő (2022. január 1.). Saint-Andéol La Chapelle-en-Vercors, Saint-Agnan-en-Vercors, Château-Bernard, Corrençon-en-Vercors, Gresse-en-Vercors és Saint-Guillaume községekkel határos.

## Népesség
A település népessége az elmúlt években az alábbi módon változott:
| Lakosok száma | 53   | 66   | 92   | 115  | 128  | 125  | 122  | 123  | 123  | 119  |
|               | 1968 | 1982 | 1990 | 2006 | 2013 | 2015 | 2017 | 2019 | 2020 | 2022 |